# Thomas Finstad
Thomas Finstad (Bærum, 10 gennaio 1978) è un ex calciatore norvegese, di ruolo attaccante.

## Carriera

### Club
Finstad iniziò la carriera professionistica con la maglia del Bærum, prima di trasferirsi allo Stabæk. Con questa maglia, debuttò nella Tippeligaen il 13 aprile 1998, subentrando a Helgi Sigurðsson nel successo casalingo per tre a due sul Bodø/Glimt. Il 26 aprile dello stesso anno, arrivò il primo gol nella massima divisione norvegese: realizzò il gol del definitivo due a uno in favore dello Stabæk sul Kongsvinger.
Nel 2005, passò allo Strømsgodset, in Adeccoligaen. L'esordio con il club arrivò in data 3 luglio, giocando da titolare nel pareggio per uno a uno contro il Kongsvinger. Il 10 luglio segnò la prima rete con questa casacca, nel successo per uno a zero in casa dello Skeid.
Nel 2008, tornò al Bærum.

### Nazionale
Finstad giocò 4 partite con la Norvegia under 21. Debuttò l'8 febbraio 1999, nella vittoria per due a zero sulla Finlandia under 21.

## Palmarès

### Giocatore

#### Club

##### Competizioni nazionali
- Coppa di Norvegia: 1

Stabæk: 1998